# Lovtsov (île)
L'île Lovtsov (en russe Остров  Ловцова) est une île russe du groupe des îles Vostotchnye faisant elles-mêmes parties de l'archipel Nordenskiöld. Elle se trouve dans la mer de Kara.

## Géographie

### Situation
L'île est située entre les îles de Dalni et Jeleznakov.

## Protection
Comme le reste de l’archipel, elle fait partie de la réserve naturelle du Grand Arctique depuis 1993.

## Sources